# Moriarty (groupe)
Pour les articles homonymes, voir Moriarty.
Moriarty est un groupe de country et blues rock franco-américano-suisse, originaire de Paris. Quintet de country, de blues et de rock, la formation portée par la voix de Rosemary Standley s'est fait connaître du grand public en 2007 avec la ballade Jimmy.

## Biographie

### Formation et débuts (1995-2006)
Au départ de la formation  en 1995, le groupe compte six membres : la chanteuse Charlène Dupuy, le batteur Médéric de Vanssay, et le saxophoniste Davide Woods ont quitté le groupe depuis. Rosemary Standley rejoint le groupe en 1999. Moriarty est constitué d'artistes d'origine française, américaine, suisse et vietnamienne. Les membres, qui ont majoritairement grandi en France, mais nés de parents américains prennent ce nom en référence à « Dean Moriarty », l'un des protagonistes du roman Sur la route de Jack Kerouac.
Le groupe passe de reprises de standards du blues à des compositions dans un registre rock. Les départs successifs des batteurs et des percussionnistes forcent le groupe, réduit à cinq membres (Rosemary, Arthur, Thomas, Charles et Stephan) à jouer essentiellement de la musique acoustique. À la suite d'un spectacle en 2005, le groupe rencontre Jérôme Deschamps et Macha Makeïeff, qui co-produisent par la suite le premier album avec le label Naïve. Au même moment, ils remportent le Prix Paris Jeunes Talents. Le groupe fait un passage au Printemps de Bourges 2006 sur la scène Pression live puis à nouveau en 2007 sur cette même scène.

### Premiers albums (2007-2010)
Lancé par un premier single Jimmy issu de leur premier album Gee Whiz But This Is a Lonesome Town sorti en octobre 2007, Moriarty connaît alors un succès certain qui lui permet de jouer à La Cigale à guichets fermés ; l'album se vendant à plus de 50 000 exemplaires en quelques mois, pour finalement être disque d'or un an après sa sortie, et atteindre un total de 150 000 exemplaires vendus,. Le groupe entame alors une longue tournée française qui passe en avril 2008 par le Printemps de Bourges sur la grande scène du Phénix, pour réapparaître à 23 h 30 sur la scène Pression Live qui leur avait permis de se faire connaître. Une tournée qui passe également par la Suisse, le Canada, l’Espagne, l’Allemagne et l’Angleterre.
En 2008, le groupe Moriarty passe une deuxième fois au festival Solidays, où il avait déjà eu l'occasion de jouer trois ans auparavant grâce au prix Paris Jeune Talent. Cette même année, Moriarty donne des concerts au festival des Eurockéennes de Belfort, aux Francofolies (La Rochelle), au Montreux Jazz Festival, au Festival international de Benicàssim, à la Fête de l'Humanité et en octobre à l'Olympia (Paris). Le groupe puise son inspiration dans la musique traditionnelle irlandaise, la country et le blues, avec des instruments comme la contrebasse, l'harmonica, le kazoo, tout en ajoutant dans ses compositions originales les sons d'une machine à écrire, d'une valise, d'une cloche d'hôtel. Les musiciens jouent autour d'un seul micro stéréo sur scène, habitude prise lorsqu'ils faisaient des premières parties de concert, où la qualité du mixage est souvent inégale.
En mars 2008, le groupe enregistre pour une compilation, une reprise du titre Enjoy the Silence de Depeche Mode. Alors en tournée, les musiciens enregistrent leur version successivement dans une chapelle abandonnée en bordure d'une route, puis dans un grenier. C'est cette dernière version qui est retenue. Enregistrée dans l'urgence, cette reprise simple et dépouillée séduit et est diffusée le lendemain de son enregistrement sur Radio Nova. Toujours en 2008, Moriarty fait partie des dix artistes nommés pour le prix Constantin. Après une tournée française de plus de cent cinquante concerts, le quintette franco-américain effectue une tournée internationale. Il participe également au deuxième disque de la chanteuse franco-anglaise Emily Loizeau, et fait partie des artistes invités sur le projet The Fitzcarraldo Sessions. En septembre 2009, le metteur en scène Marc Lainé demande à Moriarty de composer la musique de son spectacle La Nuit un rêve féroce, écrit par Mike Kenny. Il est joué au Théâtre de Nîmes et au Théâtre du Rond-Point à Paris.
En octobre 2010, Moriarty fonde Air Rytmo, sa propre maison de disque, en choisissant pour le nom une anagramme de son nom.

### The Missing Roomet autres albums (2011-2014)
Air Rytmo présente, en avant-première, le deuxième album The Missing Room lors d'une série de concerts, en mars 2011, au Trianon à Paris. L'album sort officiellement en avril 2011. La tournée se poursuit en Europe, au Canada, au Japon, dans l'Océan Indien et en Australie.
La formation se produit en 2012 sur scène dans Memories from the Missing Room, un spectacle musical conçu et mis en scène par Marc Lainé avec des dessins de Philippe Dupuy, au théâtre de la Bastille. Le 8 décembre, ils participent au Festival Africolor de Saint-Denis où ils proposent un spectacle unique, accompagné de Christine Salem, la chanteuse de Salem Tradition.

### EpitaphetEpiphany(depuis 2015)

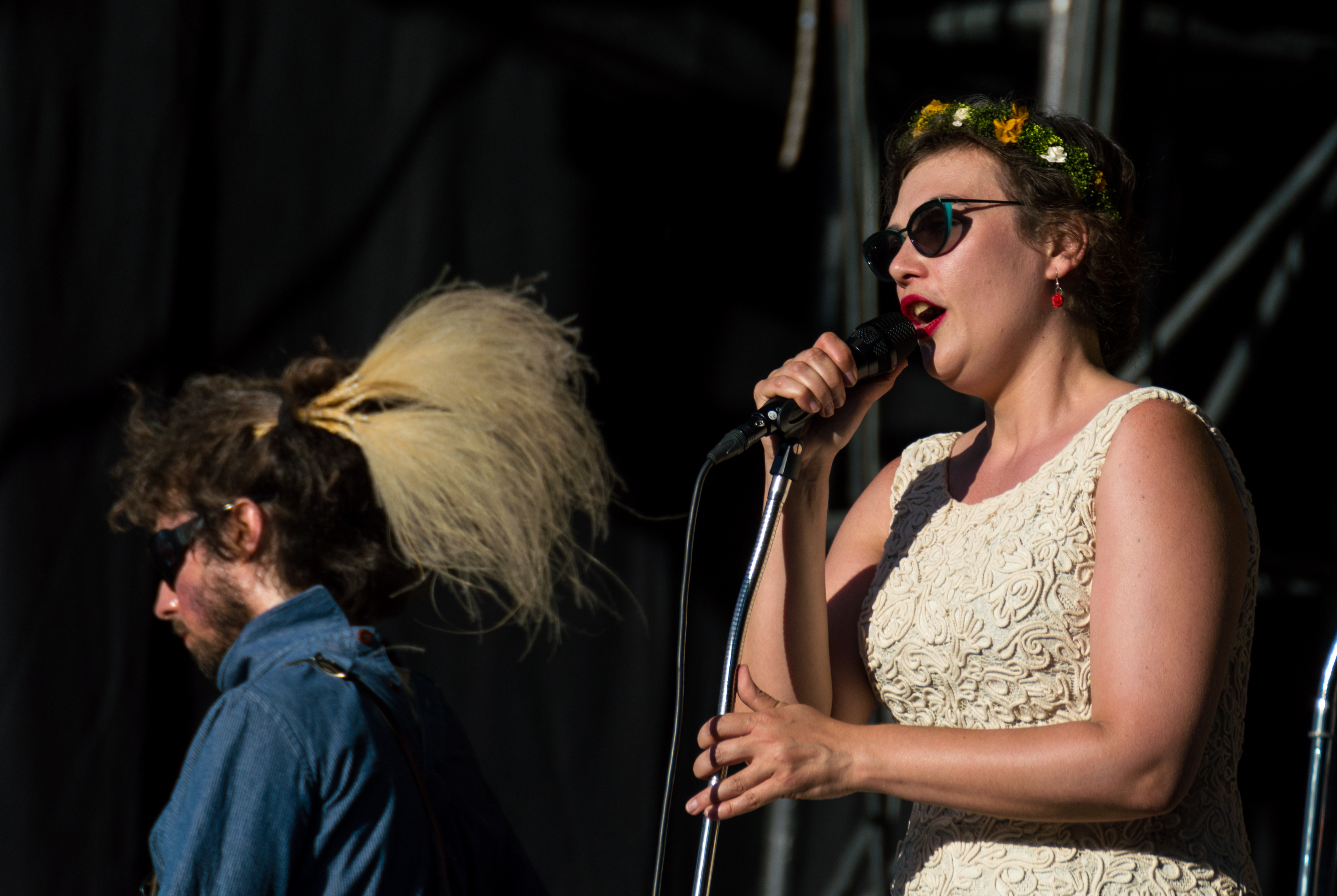
Moriarty au festival Pause Guitare, en 2015.

En 2015, Moriarty sort l'album Epitaph, présenté comme étant son quatrième, et repart en tournée à travers la France (dont des concerts au Dôme de Gascogne à Auch, au Théâtre Jean-Claude Carrière à Montpellier et l'Olympia) et la Suisse (à l'Octogone). Porté par le single Long Live the (D)evil, l'album présente des compositions du groupe, dans la continuité de Missing Room tournant autour du thème de l'au-delà. Le 13 novembre 2015, le groupe se trouve à Paris. Éric Tafani, le batteur de Moriarty, assiste au concert d'Eagles of Death Metal au Bataclan. Lors de l'attaque terroriste, il est gravement blessé au bras. En conséquence, Moriarty annule ses trois concerts parisiens, puis décide finalement de poursuivre la tournée sans son batteur, en optant pour des représentations de style acoustique en l'absence de celui-ci.
Plus tard, au début de 2016, le groupe annonce un nouvel album, Epiphany.
À la fin 2021, Rosemary Standley donne deux concerts Schubert in Love et Birds on a Wire, en duo avec la violoncelliste brésilienne Dom La Nena, les 12 et 21 octobre au Carré Sévigné de Cesson-Sévigné, en Bretagne,.

## Air Rytmo
En octobre 2010, « afin de se réconcilier avec sa propre lenteur », Moriarty fonde son propre label Air Rytmo en reprenant son nom sous la forme d'une anagramme. Les membres du groupe ont confié la gérance de cette SARL à Sébastien Zamora (fondateur de Zamora Productions et manager de Moriarty) qu’ils ont rencontré en 2005 dans le cadre du dispositif d’accompagnement « Paris Jeunes Talents » dont ils furent lauréats cette même année. Air Rytmo, qui gère les productions phonographiques de Moriarty ainsi que ses droits éditoriaux, est aussi destiné à développer les multiples productions artistiques des cinq membres de Moriarty.

## Membres
- Rosemary Standley alias Rosemary Moriarty — chant, xylophone, kazoo
- Thomas Puéchavy alias Tom Moriarty — harmonica, Guimbarde
- Arthur B. Gillette alias Arthur Moriarty — guitare, piano, percussions
- Stephan Zimmerli alias Zim Moriarty — contrebasse, guitare
- Charles Carmignac, alias Charles Moriarty — dobro, guitare, xylophone
- Vincent Talpaert et Éric Dubessay, alias Tafani — batterie et percussions en concert

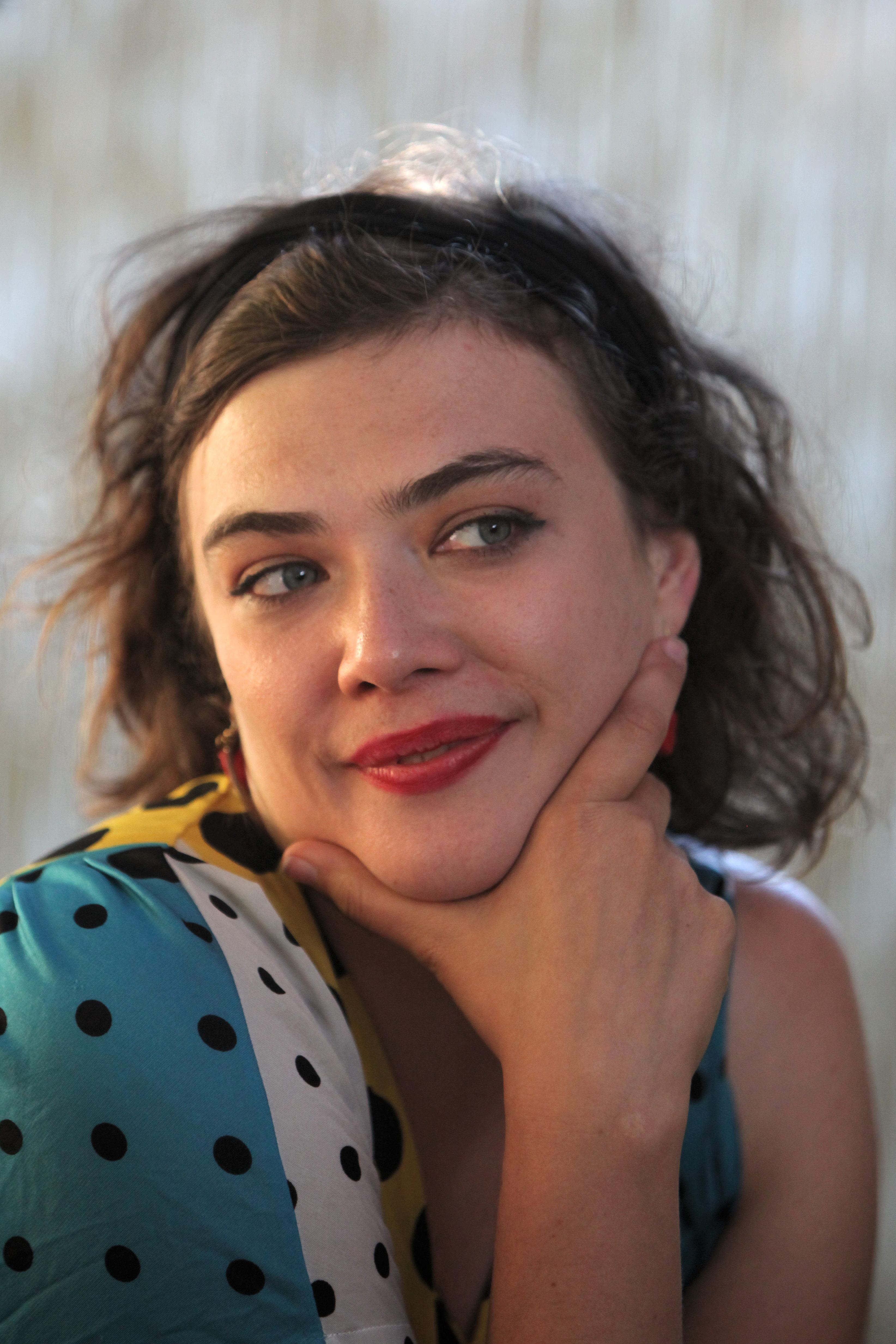
Rosemary Standley.
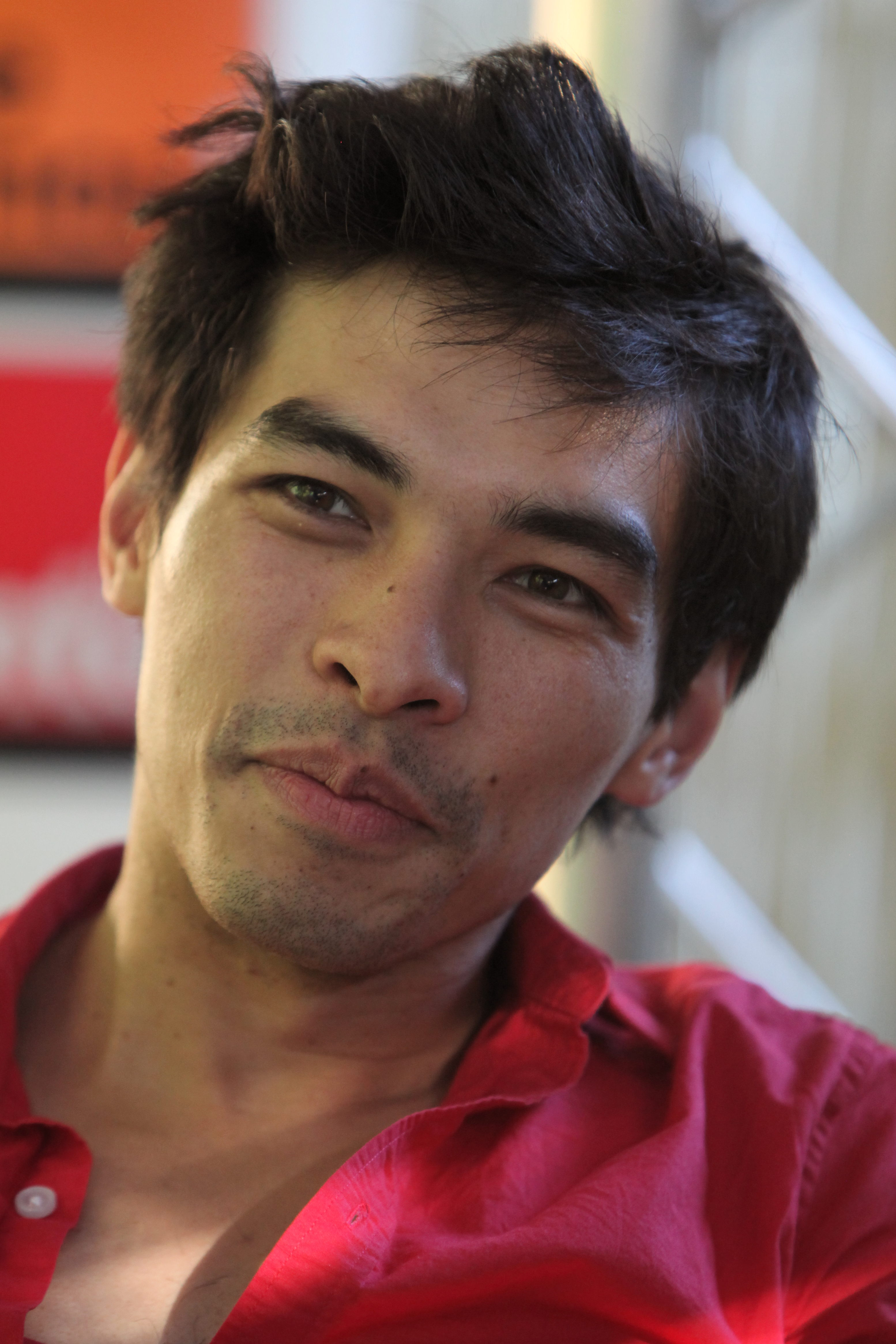
Stephan Zimmerli.
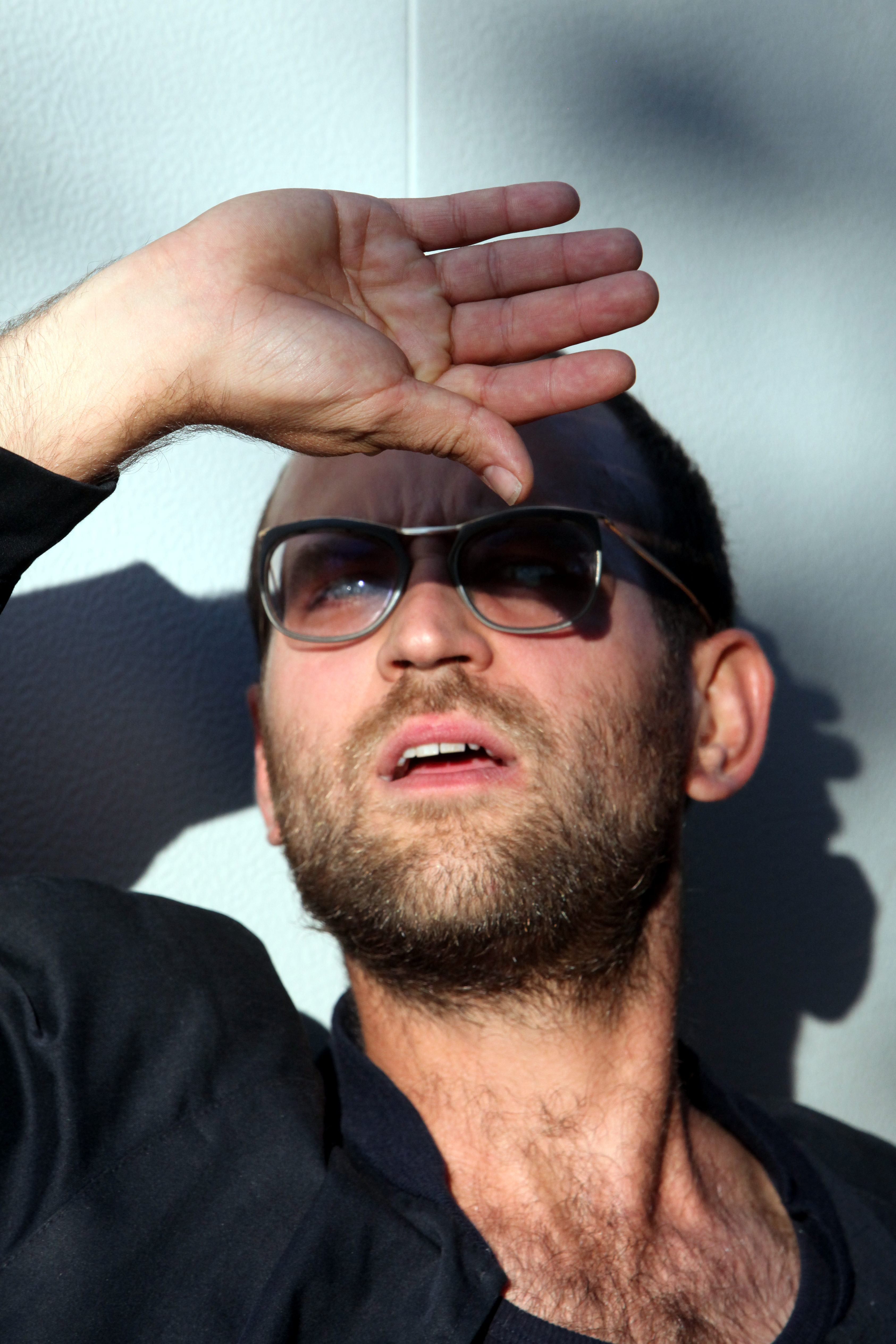
Thomas Puéchavy.
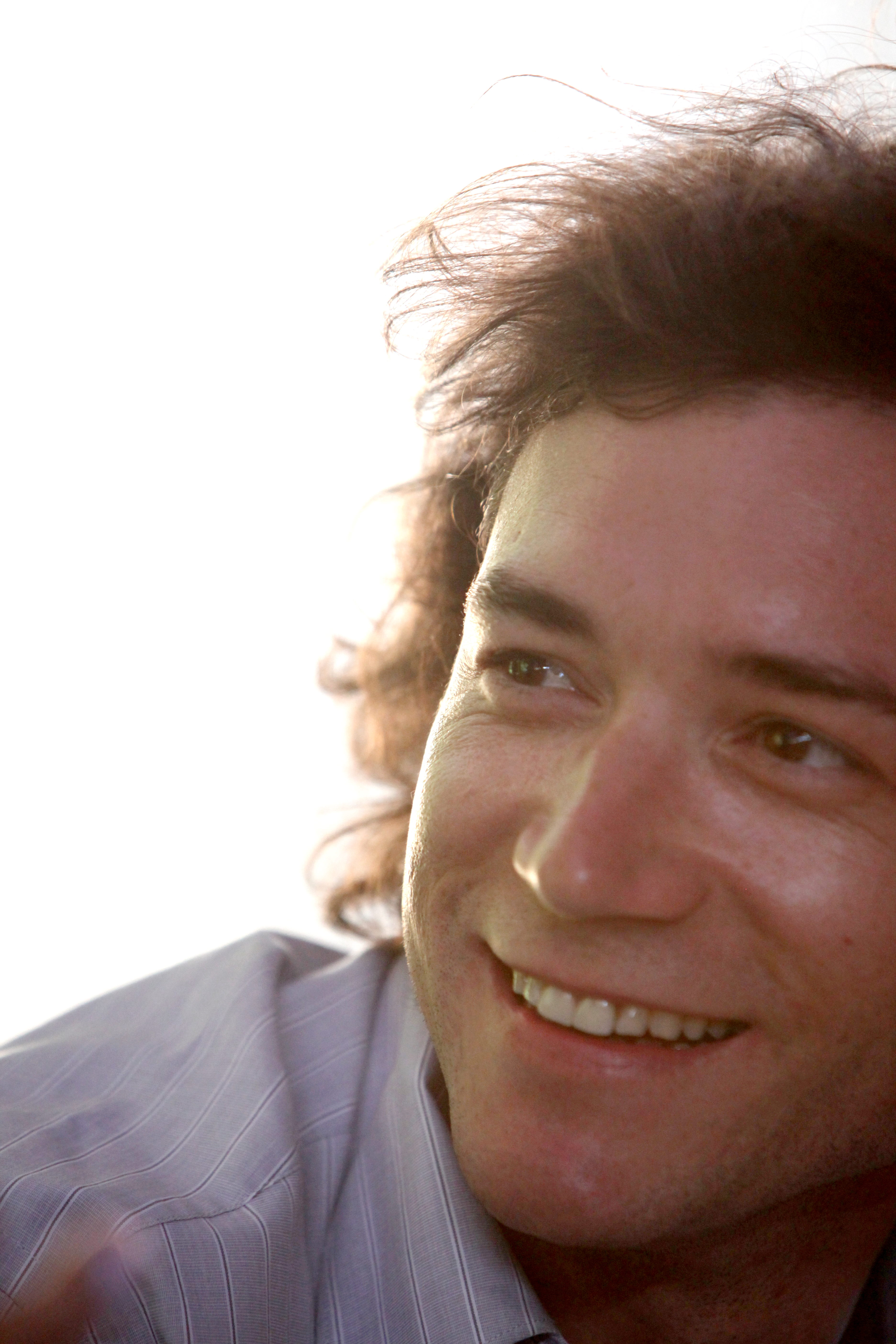
Charles Carmignac.
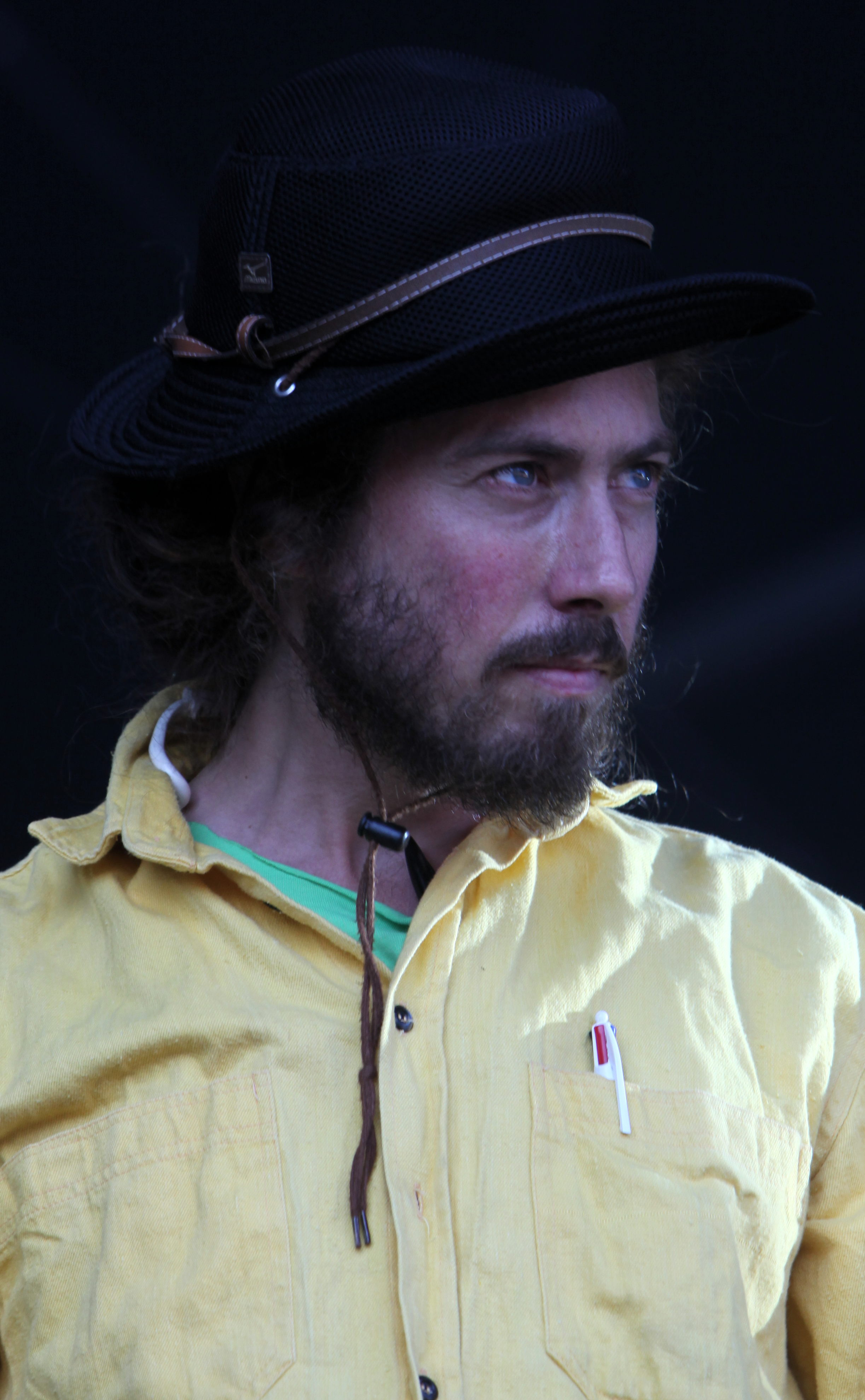
Arthur B. Gillette.
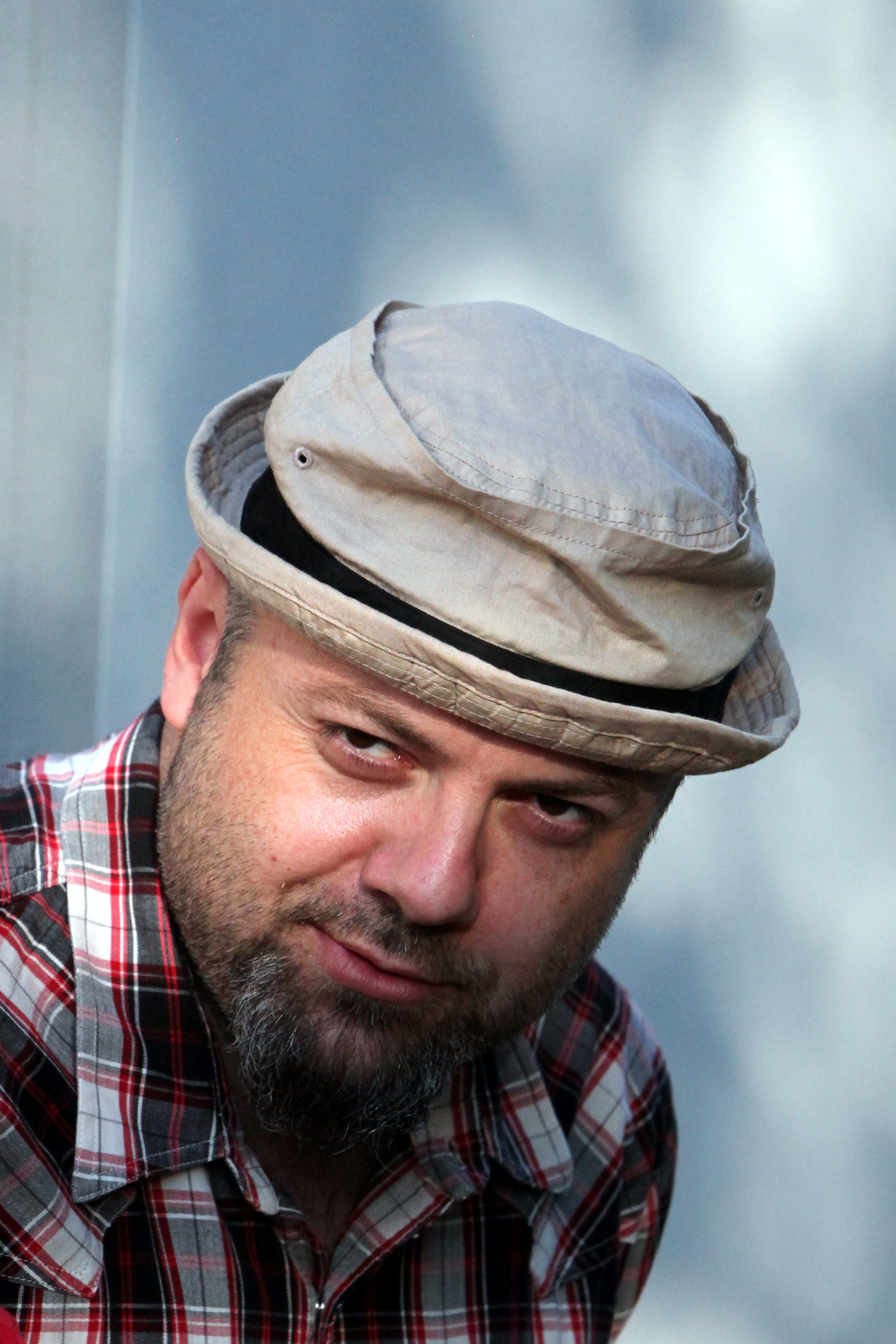
Vincent Talpaert.

## Discographie

### Albums studio
- 2005 : The Ghostless Takes (8 titres - autoproduction)
- 2007 : Gee Whiz But This Is a Lonesome Town (Naïve Records)
- 2011 : The Missing Room (Air Rytmo / Believe, L'Autre distribution)
- 2013 : Moriarty Meets Mama Rosin (Air Rytmo, L'Autre distribution)
- 2013 : Fugitives
- 2015 : Epitaph
- 2016 : Epiphany

### Album live
- 2017 : Echoes from the Borderline

### Singles
| Année | Singles      | Meilleure position | Meilleure position | Album     |
| Année | Singles      | FR                 | BEL (Wa)           | Album     |
| ----- | ------------ | ------------------ | ------------------ | --------- |
| 2013  | Belle        | 111                | –                  | Fugitives |
| 2013  | Matty Groves | 191                | –                  | Fugitives |

### Bandes originales
- 2009 : Romaine par moins 30 d'Agnès Obadia
- 2009 : La Véritable Histoire du chat botté de Pascal Hérold, Jérôme Deschamps et Macha Makeïeff
- 2009 : The Lost Scenes of Puss 'n' Boots, album similaire au précédent sans les dialogues du film
- 2010 : Rosemary Standley a également participé à la bande originale du documentaire Bébés de Thomas Balmès
- 2011 : Une peine infinie de David André, film documentaire sur la peine de mort aux États-Unis
- 2012 : Stephan Zimmerli et le groupe participent au film documentaire Musique(s) électronique(s) de Jérémie Carboni
- 2014 : Gemma Bovery d'Anne Fontaine (Jimmy et Cotonflower uniquement, parmi les musiques additionnelles)
- 2016 : bande-son originale du spectacle Vanishing Point de Marc Lainé

## Distinctions
- Prix du syndicat de la critique 2015 : meilleur compositeur de musique de scène pour Vanishing Point